# 梅拉·阿吉亞爾
梅拉·阿吉亞爾（葡萄牙語：Mayra Aguiar，1991年8月3日—），巴西柔道運動員，她代表巴西隊參加了日本舉行的2020年夏季奧林匹克運動會，並且在女子78公斤級比賽上獲得銅牌。